# Rhodogune (Gemahlin des Orontes I.)
Rhodogune (altgriechisch Ῥοδογούνη) (* um 420 v. Chr.; † im 4. Jahrhundert v. Chr.) war eine Angehörige des persischen Königshauses der Achämeniden und Tochter des Artaxerxes II., der von 404 bis 359/358 v. Chr. als Großkönig des Perserreiches regierte. Sie wurde aus dynastischen Gründen mit Orontes I., dem Satrapen von Armenien, verheiratet. Ihr Namen leitet sich vermutlich vom altpersischen Begriff „Vrda-gauna“, ab, der „rosenfarbig“ bedeutet.
Konkrete Belege über ihr Leben gibt es in den Quellen kaum. Trotzdem kann man Umstände ihres Lebens erschließen, da sich die internen Machtkämpfe in Persien innerhalb ihrer unmittelbaren Familie abspielten und auch die Außenpolitik des Reiches in der Hand des engsten Familienkreises bzw. ihrer Schwäger war. Durch ihre Ehe wurde sie zur Stammmutter der Dynastie der Orontiden, die jahrhundertelang als Satrapen und Könige in Armenien und später als Könige von Sophene und Kommagene herrschten.

## Herkunft

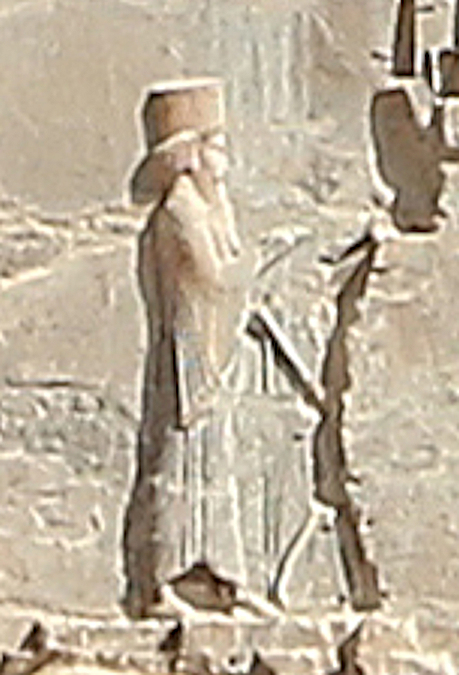
Artaxerxes II, der Vater Rhodogunes, Darstellung auf seinem Grab in Persepolis

Rhodogune stammte aus dem persischen Königshaus der Achämeniden und zwar aus dem Zweig, der sich von dem bedeutenden Herrscher Dareios I. ableitet (siehe die Stammtafel in der Liste der achämenidischen Könige). Sie war Enkelin des persischen Großkönigs Dareios II. „Ochos“ (regierte 424–404 v. Chr.) und Tochter von dessen Nachfolger Artaxerxes II. Über Rhodogunes Mutter gibt es widersprüchliche Überlieferungen. Während sie von manchen als Tochter einer Konkubine angesehen wird, beschreiben sie andere Überlieferungen als eheliche Tochter des Artaxerxes II. mit seiner Ehefrau Stateira, einer Tochter des persischen Satrapen Hydernes war. Dieser wiederum war möglicherweise ein Nachkomme des Hydarnes, eines der sieben Adeligen, die 522 v. Chr. Dareios I. die Herrschaft verschafft hatten.
Rhodogune hatte eine kaum übersehbare Zahl von Geschwistern, da ihr Vater Artaxerxes II. angeblich aus mehreren Ehen, unter anderem mit zweien seiner eigenen Töchter (Atossa und Amestris) sowie von 360 Konkubinen eine zahlreiche Nachkommenschaft, darunter 115 außereheliche Söhne, hinterließ.
Von den drei bekannten legitimen Söhnen aus der Ehe von Artaxerxes II. mit Stateira war Dareios Mitregent und Kronprinz, wurde jedoch wegen Rebellion hingerichtet. Ochos beseitigte seinen Bruder Ariaspes und seinen außerehelichen Bruder Arsames und folgte 359–338 v. Chr. als Großkönig von Persien Artaxerxes III. Ochos. Ihre Schwester Atossa war zunächst die Gemahlin ihres Vaters Artaxerxes II. und dann Gemahlin ihres Bruders Artaxerxes III.

## Leben
Über ihr Leben, das sich vom Ende des fünften bis in die erste Hälfte des vierten vorchristlichen Jahrhunderts erstreckte, sind nur wenige Details bekannt. Es war jedenfalls durch den Umstand geprägt, dass sie Enkelin, Tochter und Schwester regierender persischer Großkönige sowie Schwägerin und Ehefrau führender politischer und militärischer Machthaber ihrer Zeit war, wodurch sie in die damalige Zeitgeschichte des Persischen Reiches eingebunden und damit sowohl von den innerfamiliären Machtkämpfen als auch von den auswärtigen militärischen Auseinandersetzungen direkt oder indirekt betroffen war.

### Unter ihrem Großvater Dareios II.
Diese Verknüpfung zwischen Familienbeziehungen und Außenpolitik zeigte sich für Rhodogune bereits unter der Herrschaft ihres Großvaters, Dareios II. (423–404 v. Chr.). Dieser begann 413 v. Chr. einen Krieg gegen Athen, wobei er zwei von Rhodogunes späteren Schwägern – die Generäle und Satrapen Pharnabazos und Tissaphernes († nach 395 v. Chr.) – damit beauftragte, den Krieg zu eröffnen. Auch in der dritten Phase des Peloponnesischen Krieges (412–404) zwischen Sparta und Athen um die Vormacht in Griechenland waren es diese Feldherren, die im Auftrag des Königs in dem Konflikt intervenierten und unter anderem erreichten, dass Sparta nach der – gewonnenen – Schlacht von Milet 412 die ionischen Städte Persien überließ, um mit persischem Geld ihre Flotte aufzurüsten. Auch intern war die Lage damals bewegt, da es im Perserreich zu Aufständen griechischer Städte kam, die von Sparta unterstützt wurden, so etwa in Thanis, was schließlich zum Ende der friedlichen Besetzung Ägyptens durch Persien führte. Xenophon berichtet auch von einem Aufstand der Meder und der Lyder im Jahre 409 v. Chr.

### Unter ihrem Vater Artaxerxes II.

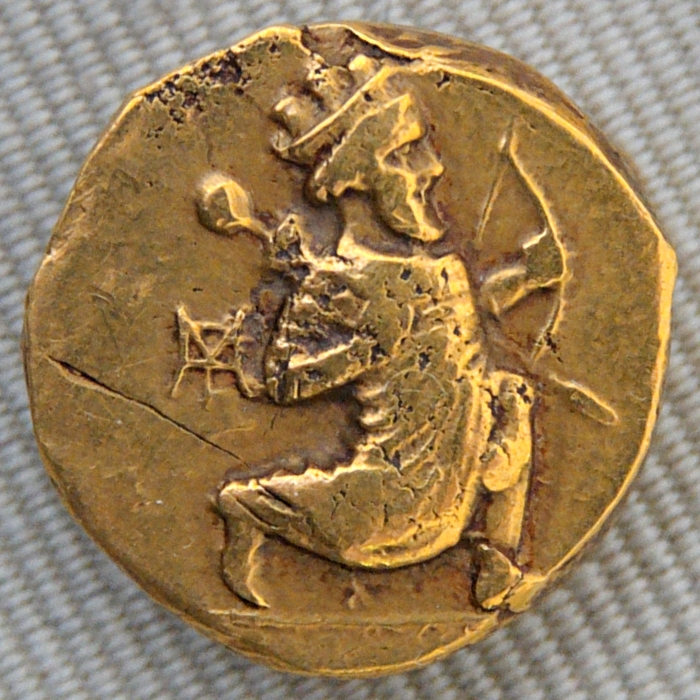
Dareikos mit dem Abbild von Artaxerxes II. um 330–300 v. Chr.

Bereits kurz nach dem Tod ihres Großvaters Dareios II. in Babylon war Rhodogune von innerfamiliären Machtkämpfen betroffen, da um dessen Nachfolge ein Streit zwischen ihrem Vater Arsakes, der 404 v. Chr. als Artaxerxes II. († 359/58 v. Chr.) die Nachfolge als Großkönig von Persien angetreten hatte, und ihrem Onkel Kyros dem Jüngeren (* 424; † 401), dem jüngeren Bruder ihres Vaters ausbrach.
Kyros – seit 408 Vizekönig von Kleinasien, Satrap von Lydien, Großphrygien sowie Kappadokien – meinte als jüngerer, aber „purpurgeborener“ Sohn größere Anrechte auf die Krone zu haben und versuchte daher, seinem Bruder die Herrschaft zu entwinden, wobei ihn seine Mutter, die Königin-Witwe Parysatis († 395 v. Chr.) – die Großmutter Rhodogunes – unterstützte. Diesbezügliche Absichten des Kyros wurden von dem Satrapen Tissaphernes – einem Schwager Rhodogunes – dem König verraten. Anders sah es Xenophon, denn nach ihm beruhte das Ganze bloß auf einer Verleumdung des Kyros durch Thissaphernes.
Bei der Krönungszeremonie ihres Vaters Artaxerxes II. in Pasagarde, an der Rhodogune zweifellos teilnahm, kam es zu einem – gescheiterten – Mordanschlag gegen den König, an dem Kyros beteiligt war. Durch Intervention seiner Mutter Parysatis wurde ihm jedoch vergeben und er wurde wieder in seine Funktionen als Satrap eingesetzt.
Kyros rebellierte jedoch 401 neuerlich und warb – unter dem Vorwand, lokale Aufstände zu bekämpfen – insgeheim in verschiedenen Regionen Griechenlands Truppen an. Diese Truppen zog er überraschend Im Herbst des Jahres 401 v. Chr. zusammen, um sie zum Sturz von Rhodogunes Vater, König Artaxerxes II., einzusetzen. Es kam zur Schlacht bei Kunaxa in Mesopotamien, wo Kyros dank der routinierten griechischen Söldner Erfolge erzielte und persönlich Rhodogunes Vater, Artaxerxes II., verletzte. Kyros wurde jedoch dabei getötet, wodurch letztlich die Armee des Königs die Oberhand behielt. Der Feldherr Thissaphernes erhielt als Dank für seinen Einsatz eine Tochter des Königs zur Frau und wurde dadurch zum Schwager von Rhodogune. Artaxerxes II. befahl, die Leiche von Rhodogunes Onkel Kyros zu enthaupten und ihr die Hand abzuschneiden, die sich gegen ihn erhoben hatte, und ließ sie im Triumph herumtragen. Parysatis wandte sich darauf nach Babylon, erlangte Kyros’ Haupt und Hand und veranlasste deren Beisetzung in Susa.
Der Rückzug der Griechen ist als „Anabasis“ oder als „Zug der Zehntausend“ in die Geschichte eingegangen, da dieser von Xenophon, der dem Kreis des Sokrates angehört und an dem Feldzug gleichsam als „Kriegsberichterstatter“ teilgenommen hatte, im Detail beschrieben wurde. Durch eine List gelang es dabei dem Schwager Rhodogunes, Thissaphernes, den Kommandanten der Griechen, den Spartaner Klearchos (* 450 v. Chr.; † 401 v. Chr.), in seine Gewalt zu bekommen, der eingesperrt und auf Betreiben von Rhodogunes Mutter Statira gegen den Willen von Parysatis hingerichtet wurde.
Für Rhodogune kam es anschließend zu einem weiteren Familiendrama, da ihre Großmutter Parysatis ihre Mutter Stateira mit einer List – einem einseitig vergifteten Messer – tötete.
Außenpolitisch kam es in der Folge zu einem andauernden Konflikt Persiens mit Sparta, das Kyros unterstützt hatte, der erst 386 v. Chr. durch den Frieden von Antalcidas beendet wurde.
In den Jahren 368–358 kam es zu einem gefährlichen Satrapenaufstand gegen die Herrschaft von Rhodogunes Vater Artaxerxes II., der nur mit großer Mühe unterdrückt werden konnte.
Nach dem Tod von Rhodogunes Vater um 358/59 kam es neuerlich zu Nachfolgestreitigkeiten innerhalb der Familie, durch die Rhodogune mehrere Brüder verlor. Artaxerxes II. hatte seinen Sohn Dareios zum Nachfolger bestimmt, der nach einer Revolte hingerichtet wurde, wonach dessen jüngerer Bruder Ochos die Nachfolge für sich beanspruchte und seine Brüder Dareios, Ariaspes und Arsames ermordete, um auf seinen Vater als Artaxerxes III. Ochos von 358 bis 338 als Großkönig von Persien, Pharao von Ägypten und König von Babylon nachzufolgen.

### Unter ihrem Ehemann Orontes I.
Rhdogune wurde wohl nach der Schlacht bei Kunaxa von 401 mit dem persischen Feldherren Orontes I. (in ostarmenischer Sprache: Ervand, das heißt „großer Krieger“) verheiratet. Diese Ehe wird in Inschriften des Königs Antiochos I. von Kommagene (in Anatolien) († 36 v. Chr.) auf dem seinen Ahnen gewidmeten Monument am Berg Nemrud gleich zweimal erwähnt. Orontes war von 401 bis 344 v. Chr. einer der mächtigsten Satrapen des Persischen Reiches, da sich seine Herrschaft neben Armenien auch auf auch große Teile Westanatoliens inklusive Pergamon erstreckte. Auch soll er mit über 3000 Talenten Silber einer der reichsten Männer seiner Zeit gewesen sein. Nach Plutarch erinnerte er in seinem Aussehen an den griechischen Heros Alkmaion, den Sohn des Sehers Amphiaraos.
Er – und damit wohl auch Rhodogune – residierte wie die Hydarniden, seine Vorgänger als Satrapen von Armenien, in Armawir im Westen Armeniens. Er wurde der „Baktrier“ genannt, vermutlich da sein Vater Artasyras, genannt „das Auge des Königs“ († 401), Satrap von Armenien und teilweise auch Satrap von Baktrien war, oder weil er baktrischer Herkunft war. Nach Strabon war Artasyras hingegen ein Nachkomme der Hydarniden und damit persischer Herkunft, eine Ansicht, die auch von modernen Forschern wie Cyrille Toumanoff geteilt wird.
Rhodogune beschränkte sich nicht auf die Rolle einer devoten fürstlichen Gemahlin, sondern war – ähnlich wie andere Frauen ihrer Familie – persönlich in die Politik ihres Hauses und ihres Ehemannes involviert. Dies zeigt ein Hinweis in Xenophons Anabasis, wonach sie sogar an den Kriegszügen ihres Ehemannes teilnahm. So hält Xenophon fest, dass nach der Schlacht von Kunaxa persische Truppen unter dem Kommando von Rhodogunes Schwager Thissaphernes und unter dem ihres Ehemannes Orontes I. den Rückzug der Griechen überwachten bzw. zu stören versuchten, wobei Orontes bei dieser Militäraktion von seiner Gemahlin Rhodogune begleitet wurde.
Im Jahre 381 stieg Orontes zum Oberkommandierenden der persischen Truppen und zum Vizekönig von Mysien und Pergamon auf. Kritisch war, dass sein Ehrgeiz – gestärkt durch die Einheirat in die königliche Dynastie – sich selbst gegen die Herrschaft der Achämeniden richtete. So beteiligte er sich nach einigen Quellen um 370 v. Chr. an einem Aufstand der Satrapen und neuerlich 357 v. Chr. an einem ähnlichen Aufstand gegen Rhodogunes Bruder Artaxerxes III., wobei nicht auszuschließen ist, dass Orontes I. selbst nach der Krone trachtete. Schließlich versöhnte er sich mit seinem Schwager, König Artaxerxes III. und schloss 351 v. Chr. mit ihm Frieden. Der Gemahl von Rhodogune, Orontes I. Satrap von Armenien, starb im Jahre 344 v. Chr. Rhodogune selbst starb zu einem nicht bekannten Zeitpunkt vor ihrem Ehemann.

## Ehe und Nachkommen
Aus ihrer um 401 v. Chr. geschlossenen Ehe mit dem persischen Satrapen von Armenien Orontes I. hinterließ Rhodogune zumindest einen Sohn:
Orontes II. folgte nicht direkt auf seinen Vater als Satrap (König) von Armenien, sondern erst von 336–331 v. Chr. als Nachfolger des persischen Thronfolgers und späteren Königs Dareios III. Er nahm mit seinen armenischen Truppen (40.000 Mann und 7000 Reiter) am 1. Oktober 331 v. Chr. auf der Seite von Großkönig Dareios III. an der Schlacht von Gaugamela gegen Alexander den Großen teil, die zur Niederlage und Zerschlagung des Persischen Reiches führte, und fiel selbst in der Schlacht. Auf Orontes II. folgte dessen Sohn Mithrenes I. als Satrap (König) von Armenien (331–317 v. Chr.) allerdings nicht mehr als persischer Vasall, sondern im Dienst von Alexander dem Großen, dem er sich als Kommandant von Sardes nach der Schlacht am Granikos ergeben hatte und auf dessen Seite er bei Gaugamela – unter anderem gegen seinen eigenen Vater – gekämpft hatte, worauf er von Alexander in das Amt seines gefallenen Vaters eingesetzt wurde.

Karte des antiken Armenischen Reiches

Die Orontiden – und damit Rhodogunes Nachkommenschaft – regierten in männlicher Linie vierzehn Generationen lang, zunächst in Armenien, dann im Königreich Sophene und ab etwa 163 im Königreich Kommagene. Nach der Auflösung dieses Königreiches durch das Römische Reich im Jahre 72 n. Chr. übersiedelte die Familie nach Athen und Rom, wo Gaius Iulius Epiphanes Philopappus – ein Enkel von Antiochus IV., der als letzter Königs von Kommagene von 38 bis 72 n. Chr. regierte – im Jahre 109 Konsul von Rom war.

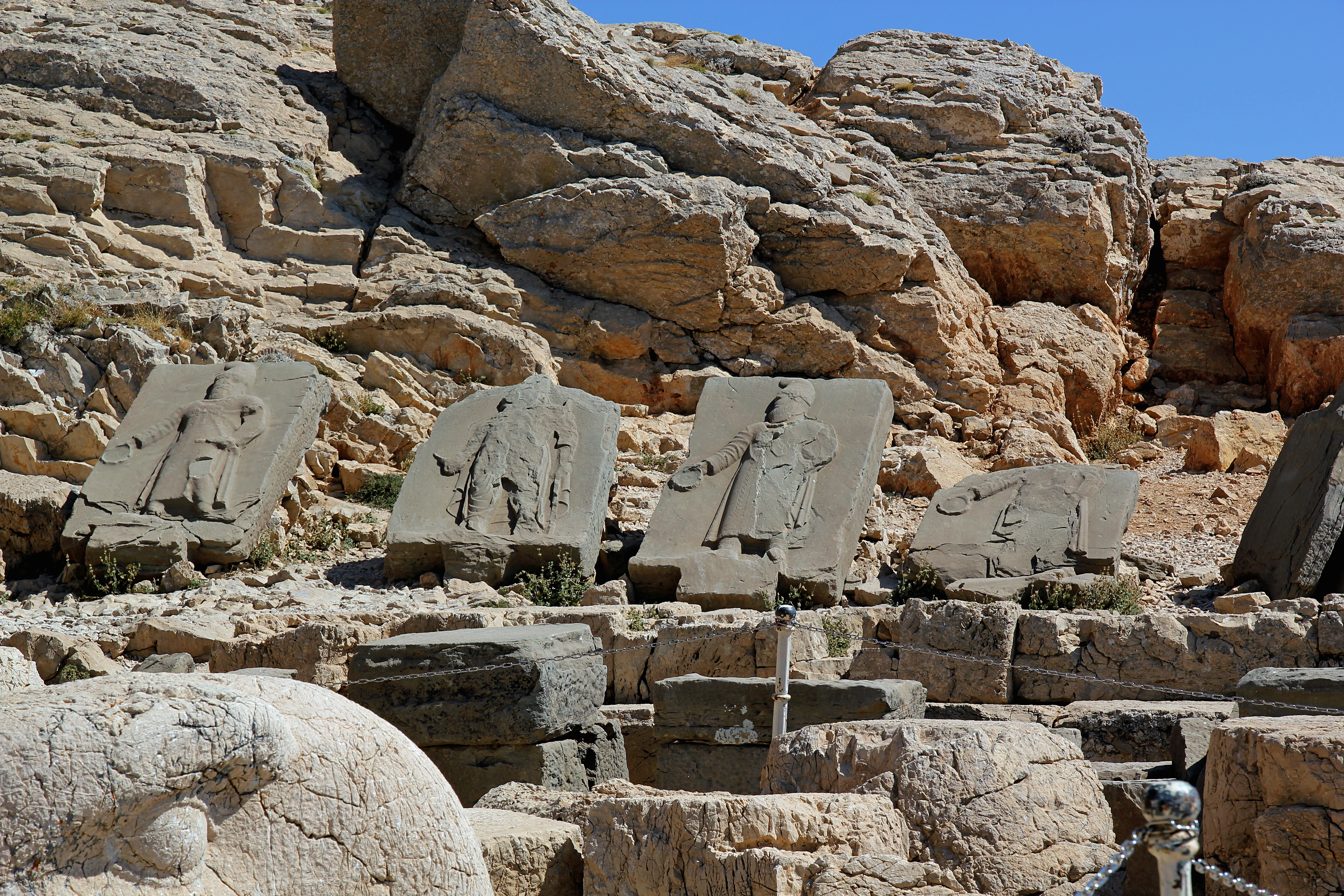
Nemrud West-Südsockel1

## Nachwirkung

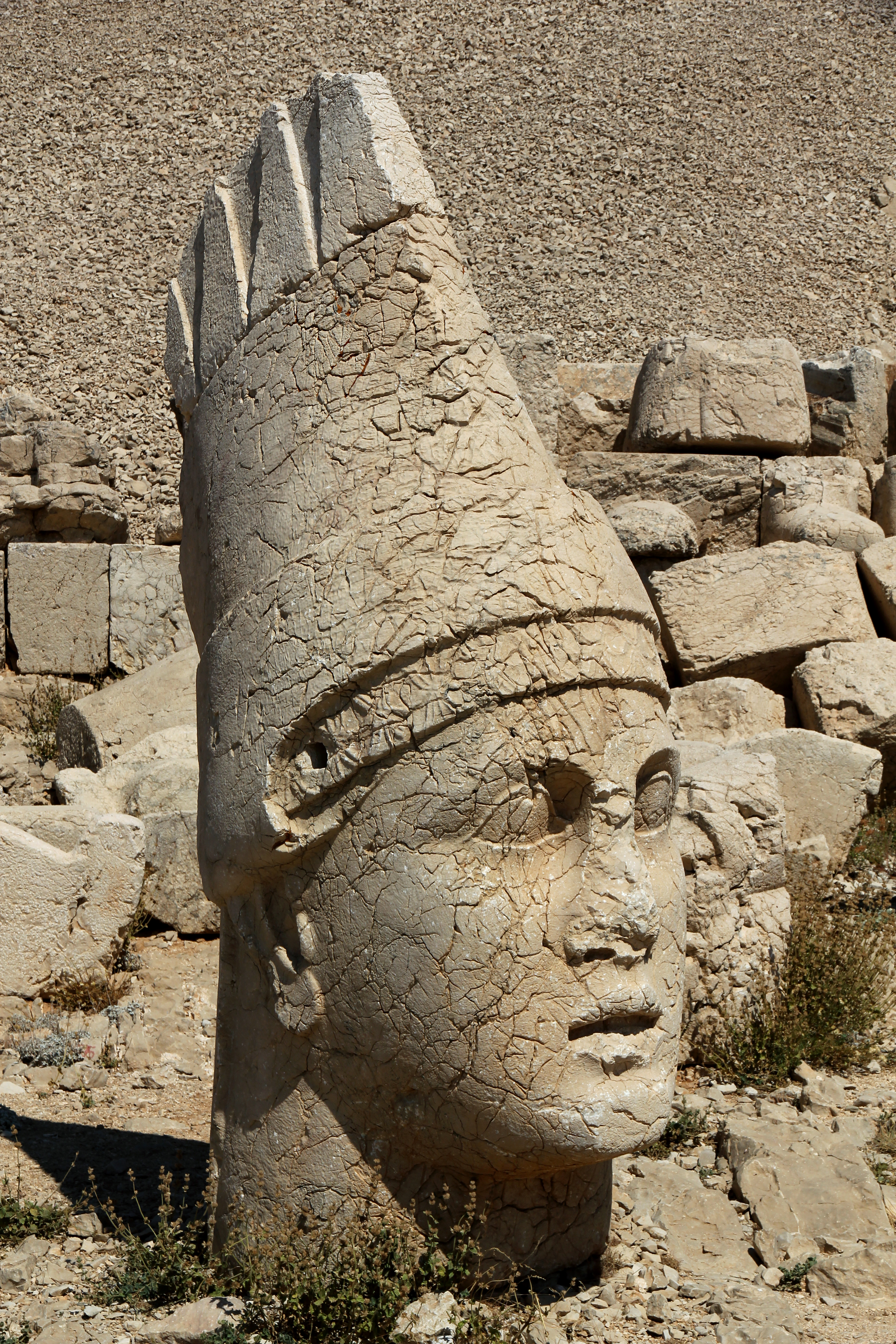
Nemrut Dağı, Kopf der Statue von Antiochos I. von Kommagene, einem Nachkommen von Rhodogune

Die Bedeutung Rhodogunes liegt darin, dass sie für ihre Nachkommen die prestigeträchtige genealogische Verbindung zu den persischen Großkönigen aus dem Haus der Achämeniden vermittelt. Wie wichtig dieser Umstand war, illustriert das monumentale Denkmal, das – Jahrhunderte später – Antiochos I. Theos Dilaios Epiphanes, König von Kommagene (69–36 v. Chr.) zur Ehre seiner Vorfahren am Nemrut Dağı errichten ließ. Dort wurden in zwei Reihen Reliefstelen errichtet, die herausragende Vorfahren aus der väterlichen persischen und der mütterlichen seleukidischen Linie darstellen und von denen zumindest einige aufgrund der angebrachten Inschriften mit Sicherheit identifiziert werden können. Die persische Ahnenreihe reicht dank Rhodogune nach Friedrich Karl Dörner bis zu dem persischen Großkönig Dareios I. zurück, wobei auf der fünften Stele der Großkönig Artaxerxes II., Vater Rhodogunes, und auf der sechsten ihr Ehemann, der armenische Satrap Orontes I. dargestellt sind. Die Nachkommen aus dieser Verbindung werden über Orodes II. (Stele 7) bis zum kommagenischen König Mithridates I. Kallinikos, König von Kommagene (um 100–69 v. Chr. (Stele 15) fortgeführt.